# Denkmalgeschützte Objekte im Okres Kežmarok

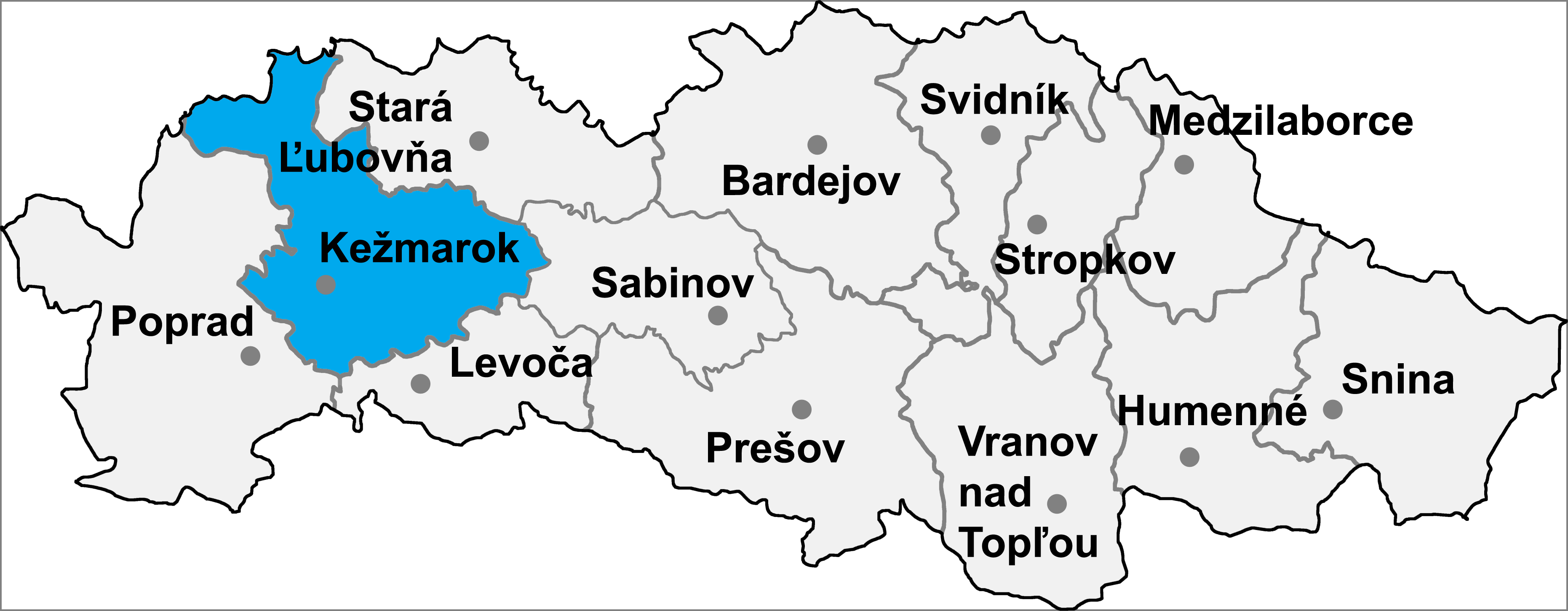

Im Okres Kežmarok bestehen 761 denkmalgeschützte Objekte. Die unten angeführte Liste führt zu den Gemeindelisten und gibt die Anzahl der Objekte an. In Gemeinden, die nicht verlinkt sind, existieren keine geschützten Objekte.
| Gemeindeliste                    | Objektanzahl |
| -------------------------------- | ------------ |
| Abrahámovce (Abrahamsdorf)       | 1            |
| Bušovce (Bauschendorf)           | 3            |
| Červený Kláštor                  | 7            |
| Havka (Haffke)                   | 0            |
| Holumnica (Hollomnitz)           | 3            |
| Hradisko (Kuntschhöfchen)        | 0            |
| Huncovce (Hunsdorf)              | 5            |
| Ihľany                           | 3            |
| Jezersko (Teichenau)             | 0            |
| Jurské (Sankt Girgen)            | 1            |
| Kežmarok/0-Hr (Käsmark)          | 154          |
| Kežmarok/Hv-T (Käsmark)          | 108          |
| Krížová Ves (Kreuz)              | 3            |
| Lechnica (Lechnitz)              | 0            |
| Lendak (Landeck)                 | 2            |
| Ľubica (Leibitz)                 | 12           |
| Majere (Oberschwaben)            | 0            |
| Malá Franková (Kleinfrankenau)   | 0            |
| Malý Slavkov (Kleinschlagendorf) | 1            |
| Matiašovce (Matshaus)            | 2            |
| Mlynčeky (Mühlerchen)            | 0            |
| Osturňa/2-145 (Asthorn)          | 185          |
| Osturňa/150-278                  | 185          |
| Podhorany (Maltern)              | 2            |
| Rakúsy (Roks)                    | 0            |
| Reľov (Rillen)                   | 1            |
| Slovenská Ves (Windschendorf)    | 2            |
| Spišská Belá (Zipser Bela)       | 48           |
| Spišská Stará Ves (Altendorf)    | 2            |
| Spišské Hanušovce (Henschau)     | 2            |
| Stará Lesná (Altwalddorf)        | 2            |
| Stráne pod Tatrami (Forberg)     | 1            |
| Toporec (Topporz)                | 4            |
| Tvarožná (Durelsdorf)            | 3            |
| Veľká Franková (Großfrankenau)   | 1            |
| Veľká Lomnica (Großlomnitz)      | 6            |
| Vlková (Farksdorf)               | 3            |
| Vlkovce (Kunzendorf)             | 0            |
| Vojňany (Kreig)                  | 1            |
| Vrbov (Menhardsdorf)             | 4            |
| Výborná (Bierbrunn)              | 2            |
| Zálesie (Giebel)                 | 0            |
| Žakovce (Eisdorf)                | 2            |